# Carlos Riesco
Carlos Riesco Grez (1925-2007) fue un compositor musical chileno. Estudió en la Universidad de Chile la carrera de Música, especializándose en composición. Fue discíplo de Nadia Boulanger y codiscípulo con Astor Piazzolla, en Francia. En 1954 compuso a pedido del Ballet de Francia la obra Candelaria. Otras de sus creaciones fueron Quinteto para Instrumentos de Viento, Rapsodia para Piano y Sinfonía de Profundis. 
Fue Presidente de la Academia Chilena de Bellas Artes. En su exitosa carrera se destacó por la promoción y el estímulo a la creación musical en Chile, lo que lo llevó a recibir el año 2000 el Premio Nacional de Artes Musicales. Tras padecer una larga enfermedad, falleció el 20 de mayo de 2007 a la edad de 81 años.
- Datos: Q5751531